# San Martino del Lago
San Martino del Lago är en ort och kommun i provinsen Cremona i regionen Lombardiet i Italien. Kommunen hade 408 invånare (2018).